# Infovía
InfoVía va ser una xarxa paral·lela a Internet llançada al públic per Telefónica el 4 de setembre de 1995 quan aquesta encara era un monopoli. InfoVía funcionava sobre la xarxa telefònica commutada amb el protocol TCP/IP, cosa que també permetia l'accés a Internet a través d'aquesta. L'accés directe a Internet era ofert únicament a majoristes. El client minorista o final havia de contractar els serveis a altres proveïdors com Goya, Sarenet o Servicom. A causa del seu alt cost (la trucada telefònica d'accés es tarificava per temps de connexió) i baixa qualitat del servei es va establir la seva desactivació per a l'1 de desembre de 1998 deixant pas a InfoVía Plus i coincidint amb la liberalització del sector de les telecomunicacions. El tancament es va fer per ordre ministerial de la Comissió del Mercat de les Telecomunicacions, emesa el 12 de març de 1998. InfoVía va ser el successor d'Ibertex.

## Funcionament
Els usuaris havien de disposar d'un programa universal al seu PC anomenat «browser» o navegador web (basat en Mosaic) adaptat per Telefónica, i un mòdem. La connexió es realitzava marcant el número 055, sent igual per a totes les províncies, el qual comunicava amb el centre de serveis InfoVía. Al 055 els usuaris disposaven de directoris temàtics i alfabètics dels proveïdors de serveis de tot el món que havien signat acords amb Telefónica. No hi havia necessitat dutilitzar els directoris. Es podia escriure directament la direcció del servei que es volia consultar. El navegador web era compatible amb Windows 3.1, Windows 95, Macintosh i OS/2. Amb el navegador s'accedia al correu electrònic, FTP, Telnet, Mosaic (servia l'accés a la World Wide Web) i ping.

### InfoVia Plus
InfoVia Plus va ser creada per Telefónica el 1999 amb la finalitat de succeir InfoVia, pel fet que aquesta última era incapaç de sostenir la totalitat de les connexions a més d'oferir un escàs ample de banda. Des del punt de vista de l'usuari final el funcionament era el mateix, amb l'única diferència del número de telèfon a marcar ja que es va deixar d'usar a nivell nacional el 055 emprat per InfoVia.

## Arquitectura
Es va prendre una Classe A d'adreces IP (10.0.0.0-10.255.255.255), de manera que si una d'aquestes IP aconseguís accedir a Internet, no causaria més problemes, atès que hi eren adreces no vàlides. En accedir a Internet la direcció en aquell moment era la que el proveïdor assignava.
La xarxa era gestionada per un servidor RADIUS de Telefónica, incompatible amb l'estàndard i amb què s'aconseguia la separació de la xarxa de la resta d'Internet. Per fer-ho, en configurar l'accés s'especificava l'usuari mitjançant la combinació «usuari@proveïdor», de manera que el Centre Servidor d'InfoVia (CSIV) sabia a quin Centre Proveïdor d'InfoVia (CPI) havia de llançar la petició de validació d'usuari. Hi havia tres CSIV, situats a Madrid, Barcelona i València, amb la particularitat que si algun fallava, els altres dos prendrien la càrrega.
L'amplada de banda del servei era de 28 kbps. També era possible connectar a Infovia mitjançant GSM amb un PC portàtil i un telèfon mòbil. S'obtenia una amplada de banda de 9.6 kbps. Usant XDSI, l'amplada de banda era de 128 kbps (2·64 kbps). El XDSI era usat per institucions i grans clients.

### InfoVia Plus
InfoVia Plus comptava amb 140 nodes repartits per tot el territori espanyol, amb un número telefònic diferent per a cadascun d'ells. Aquesta distribució oferia millor disponibilitat de servei.
La modernització de la xarxa d'InfoVía va permetre l'ús de mòdems amb les noves normes V.90, cosa que permetia assolir una velocitat de 56 kbps, doblant l'amplada de banda d'InfoVía.
A hores d'ara el servei continua aixecat amb alguns nodes provincials operatius. La llista de números es pot trobar en una web des del 1998. Aquí.